# Baschgard (Verwaltungsbezirk)
Baschagard (persisch شهرستان بشاگرد) ist ein Schahrestan in der Provinz Hormozgan im Iran. Er enthält die Stadt Sardascht, welche die Hauptstadt des Verwaltungsbezirks ist. 

## Kreise
- Zentral (بخش مرکزی)
- Gafr-e Parmon (بخش گافروپارمون)
- Gowharan (بخش گوهران)

## Demografie
Bei der Volkszählung 2016 betrug die Einwohnerzahl des Schahrestan 35.085. Die Alphabetisierung lag bei 73 Prozent der Bevölkerung. Knapp 8 Prozent der Bevölkerung lebten in urbanen Regionen.
| Zensusjahr | Einwohnerzahl |
| ---------- | ------------- |
| 2011       | 40.007        |
| 2016       | 35.085        |